# Сантос, Флавио
Фла́вио де Хесу́с Са́нтос Карри́льо (исп. Flavio de Jesús Santos Carrillo; 1 марта 1987, Окотлан) — мексиканский футболист, нападающий.

## Биография
Сантос — воспитанник клуба «Атлас». 17 августа 2008 года в матче против «Сан-Луиса» он дебютировал в мексиканской Примере. 3 октября 2010 года в дерби против «Гвадалахары» Флавио забил свой первый гол за «Атлас». В начале 2013 года Сантос на правах аренды перешёл в «Толуку». 7 января в матче против «Гвадалахары» он дебютировал за новую команду. 24 февраля в поединке против «Чьяпас» Флавио забил свой первый гол за «Толуку». 18 апреля в матче Кубка Либертадорес против аргентинского «Бока Хуниорс» он сделал «дубль». После окончания аренды Флавио вернулся а «Атлас».
Летом 2014 года Сантос перешёл в «Пуэблу» на правах аренды. 19 июля в матче против «Тихуаны» он дебютировал за новую команду. 17 августа в поединке против УАНЛ Тигрес Флавио забил свой первый гол за «Пуэблу». В 2015 году он стал обладателем Суперкубка Мексики.
В начале 2017 года Сантос перешёл в «Дорадос де Синалоа». 8 января в матче против «Тампико Мадеро» он дебютировал за новую клуб. В этом же поединке Флавио забил свой первый гол за «Дорадос де Синало», реализовав пенальти.

## Достижения
- Обладатель Кубка Мексики (1): Клаусура 2015
- Обладатель Суперкубка Мексики (1): 2015